# Bobbie Traksel
Bobbie Traksel (ur. 3 listopada 1981 w Tiel) – holenderski kolarz szosowy, zawodnik grupy UCI Professional Continental Teams Champion System.

## Najważniejsze zwycięstwa i sukcesy
- 2000
  - 1. miejsce w Ronde Van Vlaanderen Beloften
  - 1. miejsce na 4. etapie Tour du Loir-Et-Cher
- 2002 
  - 1. miejsce w Veenendaal–Veenendaal
  - 1. miejsce na 1. etapie Dookoła Saksonii
  - 1. miejsce na 1. etapie Ster Elektrotoer
- 2004
  - 1. miejsce w Profronde van Fryslan
  - 1. miejsce Noord Nederland Tour
- 2005
  - 5. miejsce w Étoile de Bessèges
- 2008 
  - 1. miejsce w Driedaagse van West-Vlaanderen
    - 1. miejsce na 3. etapie

  - 1. miejsce na 4. etapie Olympia’s Tour
- 2009
  - 1. miejsce w GP Paul Borremans
  - 3. miejsce w Kampioenschap van Vlaanderen
- 2010 
  - 1. miejsce w Kuurne-Bruksela-Kuurne
  - 3. miejsce w Driedaagse van West-Vlaanderen
  - 3. miejsce w Nokere Koerse